# UFC Fight Night: Woodley vs. Burns
UFC Fight Night: Woodley vs. Burns (även UFC Fight Night 172 eller UFC on ESPN 9) var en MMA-gala anordnad av UFC som ägde rum 30 maj 2020 i UFC APEX i Las Vegas, Nevada.

## Bakgrund
Huvudmatchen var en welterviktsmatch mellan före detta welterviktsmästaren Tyron Woodley och Gilbert Burns.

## Ändringar
Klidson Abreu är tänkt att möta Jamahal Hill i lätt tungvikt meddelade MMAfighting 2 maj.
Mackenzie Dern ska möta Hannah Cifers i stråvikt vid galan, rapporterades 3 maj.
Den match i tungvikt mellan Blagoy Ivanov och Augusto Sakai som tidigare var planerad för UFC 250 i Brasilien har nu flyttats till den här galan, meddelades 8 maj.
21 maj meddelade MMAjunkie att Roosevelt Roberts och Brok Weaver kontrakterats att mötas i lättvikt.
Samma datum meddelade även MMAdna att Casey Kenney är tänkt att möta Louis Smolka i bantamvikt.
LFA:s flugviktsmästare Brandon Royval debuterar i UFC mot Tim Elliott i flugvikt, meddelades den 21 maj.
Katlyn Chookagian är tänkt att möta Antonina Sjevtjenko efter att i sin senaste match mött hennes syster och nuvarande mästare Valentina. Det meddelades den 21 maj.
21 maj meddelades det att Chris Gutierrez och Vince Morales kommer att mötas i bantamvikt.
En fjäderviktsmatch mellan Billy Quarantillo och Spike Carlyle som fajterna kommit överens om skall gå vid 150 lb meddelades.
Dana White offentliggjorde det officiella kortet och ordningen på ESPN:s youtube-kanal 22 maj. Där framgick det att en ny match lagts till huvudkortet: Kevin Holland mot Daniel Rodriguez i weltervikt.
Holland var tvungen att dra sig ur matchen efter att ha skadat sig under träning. Han ersattes av UFC-debutanten Gabriel Green som tog matchen på 4 dagars varsel.

### Invägning
Vid invägningen strömmad via Youtube vägde utövarna följande:
1. ↑  Weaver missade vikten och förlorade 20 % av sin purse till Roberts.[16]

## Resultat
1. ↑  150 lb

## Bonusar
Följande MMA-utövare fick bonusar om 50 000 USD vardera:
- Fight of the Night: Brandon Royval vs. Tim Elliott
- Performance of the Night: Gilbert Burns och Mackenzie Dern